# Оржих Борис Дмитрович
Борис Дмитрович Оржих (24 листопада (5 грудня) 1864, Одеса — 14 квітня 1947, Сантьяго) — народовець, організатор Південноросійської організації «Народної волі».

## Біографія
Борис Оржих народився в Одесі у єврейській родині. Батько — Дмитро Ісаакович Оржих — адвокат, родом із Тобольська. Мати — Генрієтта Семенівна, власниця модного магазину. У сім'ї було ще чотири сестри: старша Софія, Віра, Дора та Іда.
В 1878 сім'я переїжджає на батьківщину батька в Тобольськ, а пізніше в 1879 в Томськ.
Навчався в Одеському, потім у Томському реальному училищі (закінчив 1881 року). Зазнав сильного впливу народника Осипанова.
У вересні 1881 року через серйозну хворобу батька сім'я була змушена повернутися до Одеси, на батьківщину матері. У 1882 році вступив на природне відділення фізико-математичного факультету Новоросійського університету.

З 1880 брав участь у революційному русі (з 1882 у складі одеської групи «Народної волі»). З серпня 1884 перебував на нелегальному становищі. Виступив одним із ініціаторів об'єднання розрізнених народовольчих груп та відновлення організації «Народної волі». Організував проведення у вересні 1885 року в Катеринославі з'їзду, який об'єднав низку гуртків та груп «Народної Волі» в Україні (на півдні Росії) в єдину організацію — Південноросійську організацію «Народної волі». У тому ж році організував підпільні друкарні у Таганрозі та Новочеркаську.
У січні 1886 року друкарня в Таганрозі була розгромлена поліцією, а сам Оржих був заарештований у Катеринославі на квартирі свого товариша Михайла Полякова і переведений до Петербурга. Процес у справі Оржиха та ще сімох обвинувачених розглядався у грудні 1887 року, але внаслідок хвороби Оржиха (порок серця) справа про нього було виділено та розглянуто лише у листопаді 1888 року. Був засуджений до страти, заміненої безстроковою каторгою, ув'язнений у Шліссельбурзьку фортецю. На початку 1898 року після розгляду прохання про помилування Оржих був направлений на посилання на Далекий Схід. Спочатку проживав у Нікольськ-Уссурійську, а з 1900 року у Владивостоці.
У 1901 році після тривалого листування з інстанціями Оржиху на засланні було дозволено займатися промисловим садівництвом та городництвом. Офіційна назва підприємства: «Садовий заклад Б. Д. Оржиха. Владивосток. Продовження Прудової та Місіонерської вулиць, власний будинок. Квітництво, насіннєва торгівля. Влаштування парків, садів, фігурних квітників тощо».
Під час подій 1905 року був одним із керівників «Союзу союзів», активно виступав на мітингах і брав участь у виданні звернень до населення. У 1906 році утік до Японії, проживав у Нагасакі. Підтримував зв'язки з есерами (1908 року був призначений членом ЦК партії Далекому Сході), випускав газету «Воля». Після зміни ставлення влади Японії до російських революціонерів у 1910 році разом із сім'єю (дружиною та трьома дітьми) переїхав до Чилі, займався землеробством.
Виступав з публічними лекціями, у 30-х роках XX століття випустив кілька книг про Росію та СРСР, видавав журнал іспанською мовою. У 1939 році вирушив до СРСР, але початок Другої світової війни застав його у Франції і після важкого нападу хвороби Оржих був змушений повернутися до Чилі.
Помер 14 квітня 1947 року у Сантьяго. У 1956 році після смерті сина перепохований (разом із дружиною) у сімейному склепі родини Orjikh Saavedra.

## Родина
- Дружина — Параскєва (Прасков'я) Григорівна Свєтаєва (?—1937), дочка колезького асесора. Вінчалися в кафедральному Успенському соборі Владивостока в 1901 (Борис Оржих прийняв православ'я в 1899). Працювала фельдшерицею-акушеркою у міській лікарні Владивостока.
  - Син — Борис (1906—1956). Онуки — Борис Оржих Сааведра (1934—2002), Надія Оржих Сааведра (1932—1969)
  - Дочки — Ніна та Ольга